# Pseudaphelia luteola
Pseudaphelia luteola är en fjärilsart som beskrevs av Eugène Louis Bouvier 1930. Pseudaphelia luteola ingår i släktet Pseudaphelia och familjen påfågelsspinnare. Inga underarter finns listade i Catalogue of Life.